# 香苗レノン
香苗 レノン（かなえ れのん、1998年4月28日 - ）は、千葉県出身のAV女優。

## 略歴
2017年5月、kawaii*の専属女優としてAVデビュー。デビュー時のキャッチフレーズは「圧倒的透明感」。2017年秋から専属を離れる。

## 人物
趣味・特技は、映画、アニメ鑑賞、身体が柔らかい。体の柔らかさは生まれつきで、柔軟体操はしており水泳の経験者でもある。
初体験は16歳。デビュー以後はAV鑑賞も趣味としており、憧れの人に明日花キララとRioを挙げている。

## 出演作品

### アダルトDVD
2017年
- 新人!kawaii*専属デビュ→ 発掘美少女☆圧*倒*的*透*明*感 19歳現役女子大生AVデビュー（5月7日、kawaii*）
- スレンダーお嬢様×大量顔射 ドバドバ覚醒4本番（6月7日、kawaii*）
- 現役女子大生イキ跳ね極美スレンダーBODY エビ反り潮吹きFUCK（7月1日、kawaii*）
- 再婚相手の連れ子は美人女子校生姉妹!!初めて皆で川の字で寝る事に…。明け方、年頃で可愛い妹のパジャマがはだけ、発育途中の身体を見て欲情してしまった僕は彼女を…!!ふと横を見ると、妹と僕がSEXしているのを気づいた姉が、興奮し身体をくねらせていたので…7（8月4日、DOC）※「かなえ」名義　共演：のぞみ　他出演:なみ、えりか
- 街行くJKに「ヤって!TRY」 アナタの理想のチ○ポ描いて下さい!! 2（8月4日、DOC）※「ちはる」名義　他出演:もも、ゆりえ、あいり、りさ、はるか、かえで、みき、あや
- 放課後17時からの愛人（8月11日、ケイ・エム・プロデュース）※「れのん」名義
- 胸や股間に密着するマキシワンピ姿の女に興奮してしまい… 2（8月18日、DOC）※「かなえ」名義　他出演:えみり、あんな
- ほろ酔いママがJK制服に生着替え! 学生時代のエッチな思い出聞かせてください!（8月18日、DOC）※「あや」名義　共演:ちはる　他出演:ゆき、みすず、あやか、みほ、あすか、めい、さなえ、ちか
- スレンダー美人妻! 新婚なのに旦那以外の男と中出し狂いの超ビッチなセレブ妻（8月19日、チキチキカマー）
- 若妻の匂い それから…（9月1日、光夜蝶）※「レノン」名義
- 素人女子大生限定! パンティ素股でカチカチち●ぽがアソコに擦れて赤面発情! 生で擦り合わせて、結局つるんっと入って生中出し!! AV OPEN編（9月1日、S級素人）※「れのん」名義　他出演:りさ、あゆり、みのり、なみ、みき、ゆめ、みゆは、あずき、ゆず、はるか、ゆりな　※AV OPEN 2017 素人部門エントリー作品
- 友カノの寝取り顔を黙って売ってます （9月1日、NON）
- 宿り魔少女 （9月8日、バルタン）
- ごっくん解禁! 凄テクご奉仕マゾメイド（9月13日、アイデアポケット）
- 発射寸前! イクッ!イクゥゥ! ビクッビクンってイッてる時に激しくピストン再開。 「ダメダメまだイッてるからぁ」とかいう抵抗を無視してつきまくった結果…（9月13日、Rookie）
- ベロチュウ好きの香苗レノンの濃厚舐めまくりセックチュウ〜♡（9月13日、HERO）
- 結婚式二次会 寝とられ 30歳年下の自慢の妻が結婚初夜、サッカー部の元カレに中出しされた…（9月21日、SODクリエイト）
- 大人になった姪っ子（9月22日、宇宙企画）
- ポルチオ強制開発 〜屈辱の愛人契約、カラダを私物化されても心だけは売らない〜（10月1日、プレミアム）
- 追撃のイクイク美少女レイヤー コスプレ美少女★早漏オマ●コ改造計画 003（10月6日、ドリームチケット）※「レノン」名義
- オヤジ共に弄ばれる妻の乱れ方に俺は、どうしようもなく勃起してしまう。（10月6日、NON）※「れのん」名義　他出演:れいな
- 潔癖症で童貞の僕を見下してる姉にイカ臭いアレの臭いでイタズラ。メチャクチャ怒られると思っていたのに、ドエロスイッチが入って僕の童貞を筆おろしされてしまった件（10月6日、NON）他出演:関根奈美、君色花音、藤川れいな、悠月アイシャ、新尾きり子
- くびれ痙攣少女と媚薬姦淫（10月7日、MOODYZ）※「かなえ」名義
- 舌でチロチロ焦らしてグッポグッポ咥え込む! チンシャブ大好き美女の腰抜けフェラテク魅・せ・て・あ・げ・る♥（10月13日、痴女ヘブン）
- 絶対美少女真正中出し解禁!!（10月13日、本中）
- 神フェラテクを持つモデル系女子大生の濃厚絶頂セックス 「私の唾液にまみれた吸い付きと裏筋舐めを味わってみる?」 「子宮がやけつくほどズボズボ突いて責めてくださいね♡」（10月25日、オーロラプロジェクト・アネックス）
- 女性限定 ヨガ教室レズビアン 〜狙われたスレンダー美女〜（10月25日、ビビアン）共演：有馬優羽
- 美脚×競泳水着×パンスト眼鏡（11月3日、クリスタル映像）
- 声も出せずクンニに悶える人妻介護（11月7日、マドンナ）
- ネットで瞬く間に消されてしまった、ある美人キャリアウーマンの流出調教動画（11月10日、S級素人）
- 誘惑♥マッサージサロン (12月1日、ドリームチケット)
- 地元のDQN達に彼女を奪われて何も出来ない僕。(12月13日、MOODYZ)

2018年
- 禁欲でチ×ポ欲しがり中毒化。たまらないほど24時間ブッ飛び 敏感オーガズム (1月7日、MOODYZ)
- 同級生 放課後レズビアン 気持ち良すぎる女同士の接吻・愛撫・性行為 (1月25日、ヒビノ) 共演:結菜はるか
- 搾り取る中出しと吸い尽くすごっくん (2月1日、プレミアム)
- 淫語中出しソープ63 (4月13日、AVS Collector's)
- 真・レズソープ 2（4月26日、サディスティックヴィレッジ）共演：君島みお、永井みひな
- 私、新人看護師なのに不妊治療センターの精液採取室に配属されました… 2 (6月7日、サディスティックヴィレッジ) 共演:羽生ありさ、桐谷なお、神宮寺ナオ、泉りおん
- 「制服・下着・全裸」でおもてなし またがりオマ○コ航空 9 中出し便 (9月20日、SODクリエイト) 共演:倉多まお、桜木優希音、野々宮みさと

2019年
- 大好きな人と本格レズ初挑戦 ガチで好きな香苗レノンと濃厚レズビアンプレイを解禁したい飛鳥りん（2月7日、ビビアン）共演：飛鳥りん
- 彼女の男犯 美脚同僚OLとの男女逆転セックス (4月20日、MEGAMI)
- 麗しのキャンペーンガールAGAIN 16（4月27日、ハマジム）他出演:凛音とうか
- 激レア素人ちゃんを連れてきた。vol.02 AVメーカーの美人AD・レノンさん（23歳）&元グラビアアイドルの叔母・さとみさん（32歳）(6月25日、激レア素人ちゃん/妄想族) 他出演:鈴木さとみ
- 催眠マンションNTR -美姉妹との暑い夏- (9月2日、催眠研究所別館) 共演:鈴木さとみ

### イメージDVD
- Renon 空想イマジネーション（2017年8月17日、REbecca）

## 出演

### テレビ
- エロの極みオトメたち（2017年10月16日、エンタ!959）[4]